# Dévényi-kapu
A Dévényi-kapu (régebben latinul Porta Hungarica, németül Hainburger Pforte, szlovákul Devínska brána) a Duna rövid áttörése a Kis-Kárpátok (Szlovákia) és a Hainburgi-rög (Ausztria) között, ahol a folyó a Morva-mezőt elhagyva a Kisalföldre ér. A Dévényi-kapu egyben szélkapu is.

## Történelem

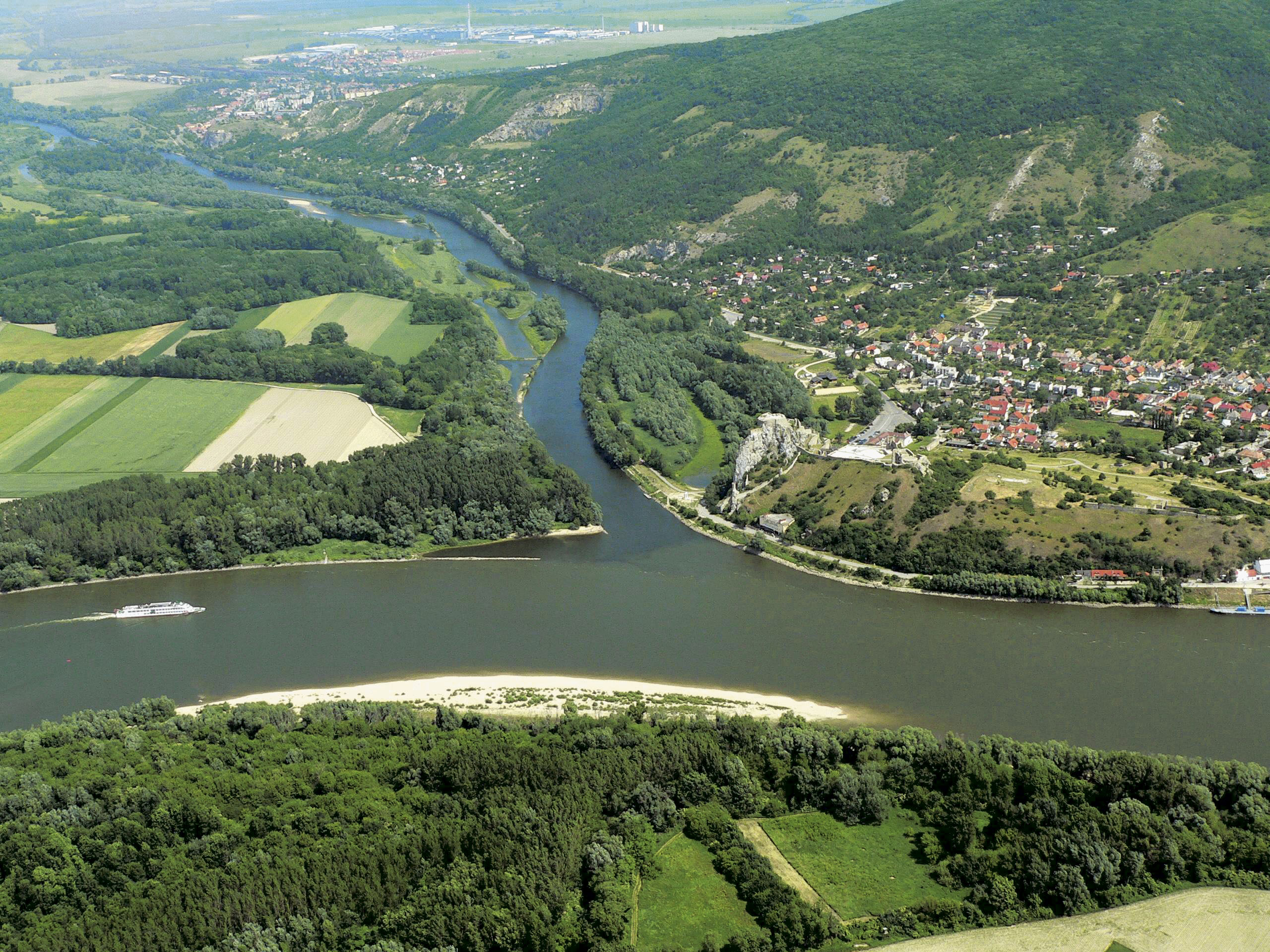
A Morva dunai torkolata

A folyószűkület az osztrák–magyar–szlovák hármashatár közelében fekszik, és régóta fontos közlekedési csomópont: itt találkozott a Duna menti határvédelmet ellátó római limes, az azt kiszolgáló-útvonal és a Földközi-tenger térségét Észak-Európával összekötő borostyánút.
A Dévényi-kapu már a római korban és a népvándorlás időszakában is stratégiai jelentőséggel bírt; ennek megfelelően már a kelták gátvárat építettek a Braunsbergen. A középkorban a Magyar Királyság nyugati kapuja (Porta Hungarica) volt; megerősített Hainburg város és a fölötte emelt vár, illetve a dévényi vár alkotta a védelmi vonalat.
A közelmúltban a vasfüggöny húzódott itt. Ma az osztrák-szlovák határ kelet-nyugati irányban a folyó vonalát követi, és csak a Morva torkolatánál fordul északnak.

## Kultúra
Verecke híres útján jöttem én,

Fülembe még ősmagyar dal rivall,

Szabad-e Dévénynél betörnöm

Új időknek új dalaival?

## Fordítás
Ez a szócikk részben vagy egészben a Hainburger Pforte című német Wikipédia-szócikk ezen változatának fordításán alapul.  Az eredeti cikk szerkesztőit annak laptörténete sorolja fel. Ez a jelzés csupán a megfogalmazás eredetét és a szerzői jogokat jelzi, nem szolgál a cikkben szereplő információk forrásmegjelöléseként.